# برکه نگینی

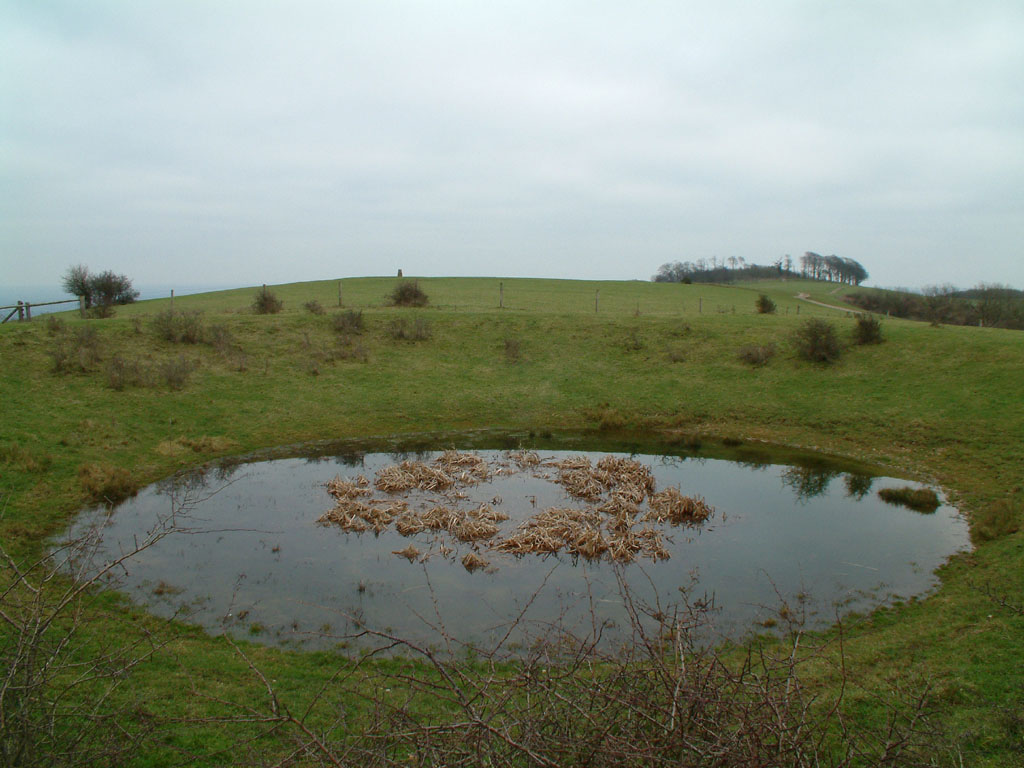
نمونه‌ای از برکه نگینی در نزدیکی حلقه چانکتونبری، ساسکس غربی

برکه نگینی، آبگیر نگینی، حوضچه نگینی یا برکه شبنم (به انگلیسی: Dew pond)، یک آبگیر مصنوعی است که معمولاً در بالای تپه قرار دارد و برای آبیاری دام در نظر گرفته شده‌است. حوضچه‌های نگینی در مناطقی استفاده می‌شود که منبع طبیعی آب سطحی ممکن است به آسانی در دسترس نباشد. نام حوضچه شبنم (گاهی برکه ابری یا برکه مه) نخستین بار در مجله انجمن سلطنتی کشاورزی در سال ۱۸۶۵ یافت شد با وجود این نام، منبع اصلی آب آن‌ها به جای شبنم یا غبار، بارندگی است.

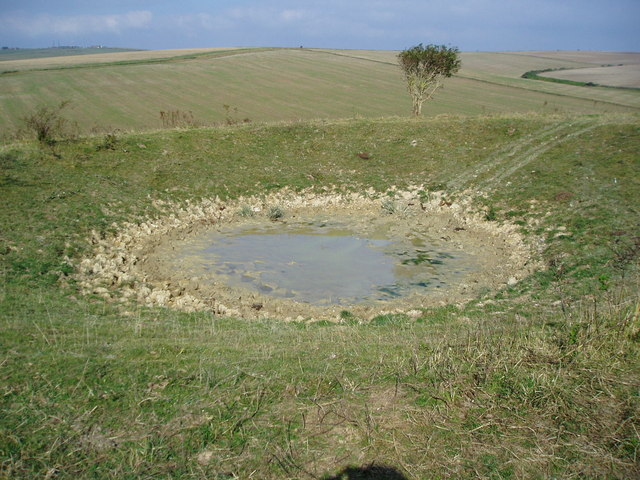
حوضچه نگینی در Cockroost Hill، محله Portslade، ساسکس، که لایه‌ای از قلوه‌سنگ گچی را نشان می‌دهد که از پوشش محافظت می‌کند.

### مقاله‌ها
- Building instructions from Popular Science
- Article about dew ponds in Ascension Island

### تصاویر
- Dew pond images at Geograph